# Kestie Morassi
Kestie Morassi (Adelaide, 1978) è un'attrice australiana, famosa per aver interpretato sulla rete satellitare Fox Life e successivamente su Cielo, il ruolo di Natalie: la protagonista del telefilm Satisfaction.

## Carriera
Nel 2005 partecipa al film Wolf Creek.
È conosciuta poi per aver interpretato Natalie nella trilogia di Satisfaction al fianco di Bojana Novaković e Robert Mammone. La serie è stata mandata in onda prima su Fox Life, all'interno del ciclo sexelife (vietato ai minori dei 16 anni), alle 23:00, dove ottenne un successo spettacolare. Dopo un'attesa, la serie si replicò sul canale del digitale terrestre Cielo. Poi, sempre su Fox Life, arrivò la terza ed ultima stagione  della fiction televisiva.

## Filmografia
- Wolf Creek, regia di Greg McLean (2005)